# Partit Nacional de Nova Zelanda
El Partit Nacional de Nova Zelanda (en anglès: New Zealand National Party; en maori: Rōpū Nāhinara o Aotearoa) és un partit polític centredreta neozelandès, i un dels dos partits principals en la política neozelandesa.

## Història
La fundació del partit ocorregué el 1936 amb la unió del Partit Unit i el Partit Reformador, fent-lo el segon partit actual més antic de Nova Zelanda.
Les eleccions del 8 de novembre de 2008 van posar fi al cinquè govern del Partit Laborista de Helen Clark. El Partit Nacional va guanyar el 45% del vot i 58 dels 122 escons al parlament, un marge substancialment més gran que el deu Partit Laborista que obtingué 43 escons i va aconseguir el suport dels partits ACT Nova Zelanda, Futur Unit i Partit Maori per formar un govern en minoria encapçalat per John Key.
Després de no poder formar govern tot i la victòria a les eleccions generals neozelandeses de 2017, el febrer de 2018, Bill English va dimitir com a líder del partit obrint el camí a una cursa de lideratge i el 27 de febrer de 2018 Simon Bridges va ser elegit líder del partit, convertint-se també en líder de l'oposició, sent la primera persona amb ascendència maori a exercir com a líder del Partit Nacional. A les portes de les eleccions generals neozelandeses de 2020 Bridges fou descavalcat del liderat del partit per Todd Muller, però aquest va dimitir el 14 de juliol de 2020 sent rellevat per Judith Collins, que va liderar el partit durant la segona pitjor derrota de la història del partit a les eleccions del 2020, perdent 23 escons. Collins va ser destituïda com a líder del partit en 25 de novembre de 2021, quan el partit escollí Christopher Luxon.
Després de les eleccions generals neozelandeses de 2023 Christopher Luxon va encapçalar un govern de coalició del Partit Nacional amb Nova Zelanda Primer i ACT Nova Zelanda, amb Winston Peters de Nova Zelanda Primer com a vicepresident fins al 31 de maig de 2025, quan David Seymour d'ACT Nova Zelanda es va convertir en vicepresident tal com s'havia acordat en el pacte de govern.

## Polítiques
Actualment el Partit Nacional aboga per la reducció d'impostos, reducció dels pagaments per beneficis socials per impulsar el comerç lliure, manteniment de les aliances de seguretat tradicionals i fi dels denominats privilegis pels maoris. La política del partit, expressada en els seus documents, inclou un compromís per duplicar el creixement econòmic de Nova Zelanda, de limitar el nombre de persones que reben beneficis socials als que realment ho necessiten, i de buscar la solució definitiva a les reclamacions del Tractat de Waitangi.

## Suport
Històricament començant com un moviment entre els interessos urbans i rurals, el Partit Nacional consistentment és ara un partit que rep el vot de treballadors en el sector primari i persones de classe alta. En les eleccions de 2005, el partit estretament guanyà més vots que el Partit Laborista a la ciutat més poblada de la nació, Auckland. A més, a les ciutats de Hamilton i Tauranga del centre nord de l'illa del Nord guanyà quasi tots els escons de les circumscripcions electorals. Menstrestant, el Partit Laborista consistentment rep el vot en les circumscripcions electorals urbanes de Christchurch, Dunedin i Wellington.

## Resultats electorals
| Eleccions | Vots      | %     | Escons   | Augment · Disminució | Govern   |
| --------- | --------- | ----- | -------- | -------------------- | -------- |
| 1938      | 381.081   | 40,3  | 25 / 80  | Nou                  | Oposició |
| 1943      | 402,887   | 42,8  | 34 / 80  | 9                    | Oposició |
| 1946      | 507.139   | 48,4  | 38 / 80  | 4                    | Oposició |
| 1949      | 556.805   | 51,88 | 46 / 80  | 8                    | Majoria  |
| 1951      | 577.630   | 53,99 | 50 / 80  | 4                    | Majoria  |
| 1954      | 485.630   | 44,27 | 45 / 80  | 5                    | Majoria  |
| 1957      | 511.699   | 44,21 | 39 / 80  | 6                    | Oposició |
| 1960      | 557.046   | 47,59 | 46 / 80  | 7                    | Majoria  |
| 1963      | 563.875   | 47,12 | 45 / 80  | 1                    | Majoria  |
| 1966      | 525.945   | 43,64 | 44 / 80  | 1                    | Majoria  |
| 1969      | 605.960   | 45,22 | 45 / 84  | 1                    | Majoria  |
| 1972      | 581.422   | 41,50 | 32 / 87  | 13                   | Oposició |
| 1975      | 763.136   | 47,59 | 55 / 87  | 23                   | Majoria  |
| 1978      | 680.991   | 39,82 | 51 / 92  | 4                    | Majoria  |
| 1981      | 698.508   | 38,77 | 47 / 92  | 4                    | Majoria  |
| 1984      | 692.494   | 35,89 | 37 / 95  | 10                   | Oposició |
| 1987      | 806.305   | 44,02 | 40 / 97  | 3                    | Oposició |
| 1990      | 872.358   | 47,82 | 67 / 97  | 27                   | Majoria  |
| 1993      | 673.892   | 35,05 | 50 / 99  | 17                   | Majoria  |
| 1996      | 701.315   | 33,87 | 44 / 120 | 6                    | Coalició |
| 1999      | 629.932   | 30,50 | 39 / 120 | 5                    | Oposició |
| 2002      | 425.310   | 20,93 | 27 / 120 | 12                   | Oposició |
| 2005      | 889.813   | 39,10 | 48 / 121 | 21                   | Oposició |
| 2008      | 1.053.398 | 44,93 | 58 / 122 | 10                   | Minoria  |
| 2011      | 1.058.638 | 47,31 | 59 / 121 | 1                    | Minoria  |
| 2014      | 1,131,501 | 47.04 | 60 / 121 | 1                    | Minoria  |
| 2017      | 1,152,075 | 44.45 | 56 / 120 | 4                    | Oposició |
| 2020      | 738,275   | 25.58 | 33 / 120 | 23                   | Oposició |
| 2023      | 1.085.851 | 38,08 | 48 / 123 | 15                   | Coalició |

## Líders
|    | Líder          | Imatge         | Termini         | Líder de l'oposició | Primer Ministre |
| -- | -------------- | -------------- | --------------- | ------------------- | --------------- |
| 1  | Adam Hamilton  | Adam Hamilton  | 1936-1940       | 1936-1940           |                 |
| 2  | Sidney Holland | Sidney Holland | 1940-1957       | 1940-1949           | 1949-1957       |
| 3  | Keith Holyoake | Keith Holyoake | 1957-1972       | 1957-1960           | 1957 1960-1972  |
| 4  | Jack Marshall  | Jack Marshall  | 1972-1974       | 1972-1974           | 1972            |
| 5  | Robert Muldoon | Robert Muldoon | 1974-1984       | 1974-1975 1984      | 1975-1984       |
| 6  | Jim McLay      | Jim McLay      | 1984-1986       | 1984-1986           |                 |
| 7  | Jim Bolger     | Jim Bolger     | 1986-1997       | 1986-1990           | 1990-1997       |
| 8  | Jenny Shipley  | Jenny Shipley  | 1997-2001       | 1999-2001           | 1997-1999       |
| 9  | Bill English   | Bill English   | 2001-2003       | 2001-2003           |                 |
| 10 | Don Brash      | Don Brash      | 2003-2006       | 2003-2006           |                 |
| 11 | John Key       | John Key       | 2006-actualitat | 2006-2008           | 2008-actualitat |

## Presidents
| Nom                      | Termini         |
| ------------------------ | --------------- |
| Sir George Wilson        | 1936            |
| Colonel Claude H. Weston | 1936-1940       |
| Alex Gordon              | 1940-1944       |
| Sir Wilfred Sim          | 1944-1951       |
| Sir Alex McKenzie        | 1951-1962       |
| John S. Meadowcroft      | 1962-1966       |
| Ned Holt                 | 1966-1973       |
| Sir George Chapman       | 1973-1982       |
| Sue Wood                 | 1982-1986       |
| Neville Young            | 1986-1989       |
| John Collinge            | 1989-1994       |
| Lindsay Tisch            | 1994            |
| Geoff Thompson           | 1994-1998       |
| John Slater              | 1998-2001       |
| Michelle Boag            | 2001-2002       |
| Judy Kirk                | 2002-2009       |
| Peter Goodfellow         | 2009-actualitat |